# Overseers of Justice and Chronicles
Overseers of Justice and Chronicles ist eine politische Partei in Sambia.
Die OJC wurde am 16. Januar 2001 gegründet. Zu den Wahlen in Sambia 2001 trat diese Partei, obwohl registriert, nicht an und 2006 auch nicht. Vorsitzender der OJC ist Obed Chilufya.